# Frangula purshiana
Frangula purshiana (DC.) A.Gray ex J.G.Cooper, 1857 è un arbusto o piccolo albero della famiglia delle Ramnacee originario del Nord America. È coltivata a scopo medicinale in Europa e in Kenya.
Il nome comune "cascara sagrada" significa corteccia sacra, deriva da una leggenda secondo la quale con la corteccia è stata costruita l'arca di Noè. Prende il nome dal botanico Frederick Traugott Pursh.

## Usi
Dalla corteccia del tronco e dei rami si estraggono derivati di antrachinoni (cascarosidi, aloine, ...). La corteccia fresca ha azione emetica (provoca vomito). Per questo si procede a seccare la droga e si attende almeno un anno di stagionatura.
La polvere di corteccia stagionata o l'estratto vengono usati come purganti ad azione ritardata. Non presenta fenomeni di assuefazione, comunque non viene utilizzata per terapie prolungate. Non si somministra in caso di gravidanza.